# 피어 팩터
피어 팩터(Fear Factor)는 2001년 6월 11일부터 2006년 9월 12일까지 NBC에서 방영된 게임 쇼이다. 2011년 12월 12일부터 2012년 7월 16일까지 부활하여 다시 방송되기도 하였다.